# Гетен
Гетен је центар за права ЛГБТИКА+ особа са седиштем у Београду. Основан је у мају 2001. године, а званично је регистрован при савезном Министарству правде Југославије, 19. новембра исте године. Назив организације је инспирисан Гетеном, светом андрогиних бића, описаном у књизи Урсуле Ле Гвин „Лева рука таме”, који у својој историји није имао ратове и сукобе.
Настао је од удружења Аркадија – геј и лезбијски лоби које је основано 1990. године. После оснивања, активисти/киње организације учествовали су у дугорочном пројекту „Kампања против хомофобије” (1994-2000) коју је предводио Дејан Небригић, добитник награде Фелипе де Соуза. Гетен је прва свеукључујућа организација која, поред лезбијки и геј мушкараца, окупља и бисексуалне, трансродне особе, као и интерсекс, квир и хетеросексуалне особе, афирмишући њихова права, потребе, проблеме, постојање и културу. Посебно је препознат у региону допринос организације унапређењу права и егзистенције транс, интерсекс и квир особа. Рад Гетена обухвата и истраживања, едукацију, јавно заговарање, рад са институцијама и медијима, рад на законодавним променама, превођење и објављивање различитих публикација, културу и уметност.

## Пројекти
- Квир фестивал „Coming Out With Nick”[5]
- Организација прве параде поноса у СР Југославији, јуна 2001. године, заједно са Лабрисом[6]
- Информативни центар и ЛГБТ библиотека, 2002. године
- У сарадњи са Центром за ново позориште и игру (ЦЕНПИ) и Сигурним пулсом младих, активисти Гаyтена ЛГБТ-а организовали су обележавање 1. децембра, Светског дана борбе против сиде
- Гејто 2 магазин
- Медијска кампања за ЛГБТ права „Заједно различити”, у сарадњи са Лабрисом и удружењем Квирија[7]
- Гејминг - квир радио магазин, емисија на Радију 202
- Интернет страница Gay-Serbia.com[8]
- Квир лексикон, преглед битних појмова, речи и фраза везаних за ЛГБТ+ заједницу
- Изложба под називом „Историја геј и лезбијског активизма у Србији од 1994. до 2004. године” одржана марта 2004. године
- Kреирање здравтсвене политике која уважава потребе ЛГБТИ заједнице
- Пројекат регионалног лобирања, заступања и политике (РеЛАП)[9]
- Медијска кампања „Да ли сте поносни?” посвећена проблему насиља изазваног хомофобијом и трансфобијом[10]
- „Kа нехомофобичној школи: Сензибилизација средњошколског наставног програма и предавача о ЛГБТ правима 1 и 2” (акционо истраживање и анализа средњошколских уџбеника) (2006/2009)
- ЛГБТИК СОС Телефон основан 2006. године[11]
- Брошура „Стандарди лечења особа са поремећајима родног идентитета међународног удружења родне дисфорије Хари Бенџамин”, шесто издање
- – зборник радова из квир теорије и културе 1 - 6[12]
- „Поштовање транс особа и трансфобија”, међународни пројекат
- Модел закона о признавању правних последица промене пола (2012)[13]
- Истраживање проблема трансексуалних особа у сферама школства, рада и запошљавања, здравствене заштите и државне администрације (2012)
- Анализа правног положаја трансродних и трансексуалних особа у Републици Србији
- У сарадњи Поверенице за заштиту равноправности, Заштитника грађана Републике Србије и Гетена основана је Радна група која се бави анализом ситуације и прописа од значаја за правни положај трансполних особа у Србији[14]
- Израда модела Закона о родном идентитету и правима интерсекс особа[15]

## Награде
- Европска награда поноса (European Pride Award), 2001. године
- Гризли бер награда, 2001. године
- „Хеимдахл” награда активистима Гетена, Душану Маљковићу и Милану Ђурићу, за први квир радио програм, 2002. године[16]